# Cierra tus ojos y escucha

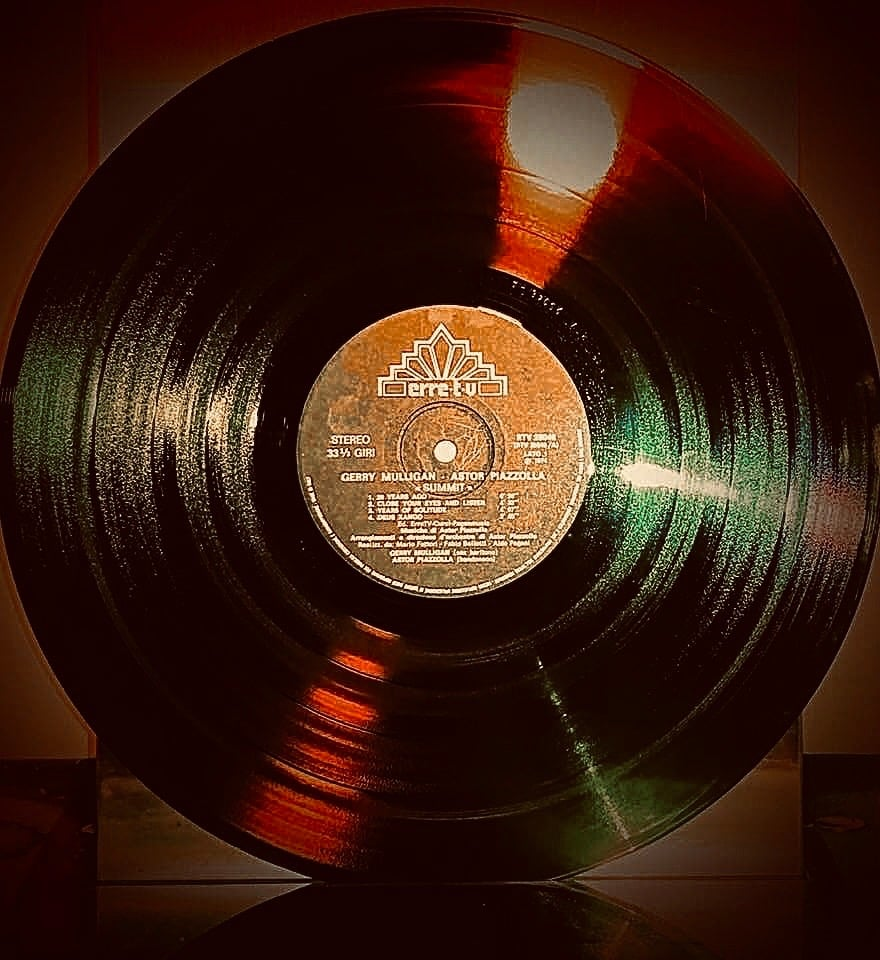
Face A du disque., label Erre T.V.

Cierra tus ojos y escucha (en anglais : Close your eyes and listen) est une œuvre d'Astor Piazzolla enregistrée en 1974 avec le saxophoniste baryton Gerry Mulligan ; ce titre est devenu immédiatement une référence avec sa ligne mélodique d'une beauté envoûtante.
Il s'agit du deuxième titre de l'album Astor Piazzolla y Gerry Mulligan - Reunión cumbre (en anglais : Summit) avec Astor Piazzolla au bandonéon et Gerry Mulligan au saxophone baryton enregistré en Italie en 1974,.
Piazzolla confirme son admiration pour le saxophoniste baryton Gerry Mulligan lorsqu'il l'entend en concert à Paris en 1955. Cependant, lorsqu'il s'agit de concrétiser cette rencontre artistique, c'est l'Argentin qui finit par tout mettre en œuvre. Il s'agit d'un album de tango, dans le style personnel déjà bien établi du natif de Mar del Plata, avec l'apport jazz d'un brillant soliste invité. Ástor est l'auteur de sept des huit thèmes originaux, à l'exception de "Aire de Buenos Aires" du Nord-Américain. Il s'agit d'une œuvre complète, organisée comme une grande succession de pièces pour un duo d'instruments concertants et un orchestre. En ce sens, "Cierra tus ojos y escucha", "20 años después" ou "Reunión cumbre" sont des moments particulièrement marquants. 
Né l'un et élevé l'autre à New York, c'est paradoxalement en Italie que l'album a été enregistré. Et l'orchestre, difficilement associable à d'autres genres, comprend à la fois des instruments classiques - piano, violon, alto et violoncelle - et des instruments populaires - guitare et basse électriques, claviers, batterie, diverses percussions et marimba.
Pour l'anecdote : la relation de Piazzolla s'est très mal terminée avec le saxophoniste, qui est mort en 1996, souffrant de problèmes d'alcoolisme qui rendaient son collègue fou.

## Effectif
- Astor Piazzolla - bandonéon
- Gerry Mulligan - saxophone baryton
- Angel "Pochi" Gatti - claviers
- Tullio De Piscopo - batterie

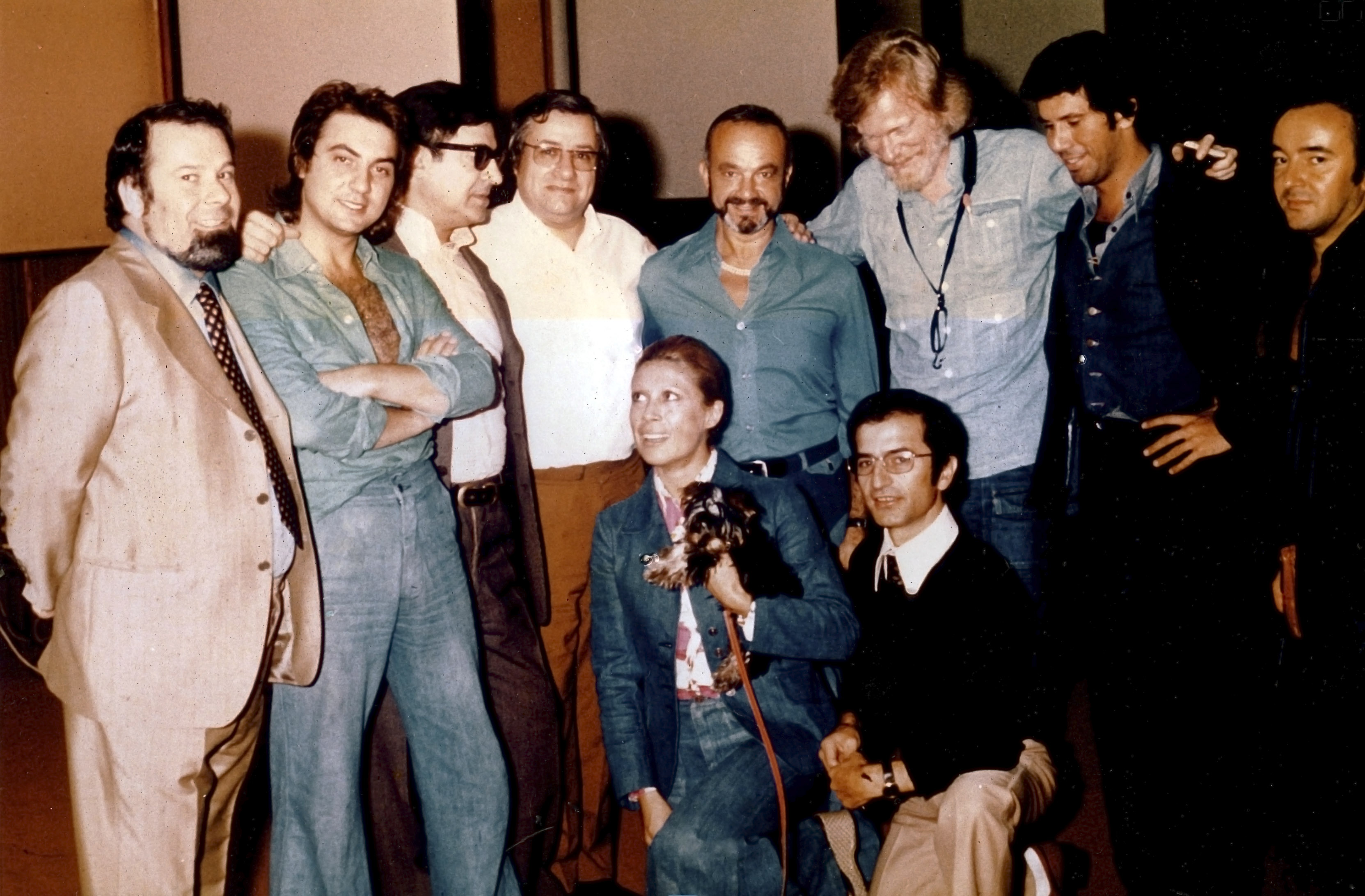
Depuis la gauche: Aldo Pagani, Tullio De Piscopo, Filippo Daccó, Angel "Pocho" Gatti, Astor Piazzolla, Gerry Mulligan, Pino Presti, Alberto Baldan Bembo;
En bas: Amelita Baltar, Tonino Paolillo.

- Giuseppe Prestipino - basse électrique
- Albert Baldan - marimba
- Gianni Zilioli - marimba
- Fillipo Dacco - guitare électrique
- Bruno De Filippi - guitare électrique
- Umberto Miguel Ángel Benedetti - violon
- Renato Riccio - alto
- Ennio Miori - violoncelle
- Orquestre de cordes

## Enregistrements
Il existe de nombreux enregistrements de la pièce.
Il existe un arrangement pour clarinette et piano effectué par Jorge Montilla.
- La Revoltosa, avec Jorge Montilla (clarinette) & Hamilton Tescarollo (piano), (Clarinet Classics CC0061, 2009) 
  - Cierra Tus Ojos y Escucha, arrangement pour clarinette en si bémol et piano

## Hommage
- Daniel Mille, album Cierra Tus Ojos (2014)[4]